# Friedrich August von Cosel
Friedrich August Graf von Cosel (auch de Cossell, Cossel) (* 17. August 1712 in Pillnitz, Kurfürstentum Sachsen; † 15. Oktober 1770 in Saabor, Schlesien) war ein sächsischer General der Infanterie und unehelicher Sohn Augusts des Starken.

## Leben
Friedrich August Graf von Cosel wurde als Sohn des Kurfürsten von Sachsen, August des Starken, und seiner Mätresse Anna Constantia Reichsgräfin von Cosel geboren. Der Name Cosel findet sich in einigen Dokumenten auch in der französischen Schreibweise „de Cossell“ oder „Cossel“.
August der Starke und Gräfin Cosel hatten außer Friedrich August noch zwei Töchter, die beide älter als ihr Bruder waren. Mit der Inhaftierung der bei Friedrich August II. in Ungnade gefallenen Gräfin Cosel kamen die Schwestern zur Großmutter, Anna Margaretha von Brockdorff. Diese lebte auf Gut Depenau (Stolpe, Holstein), wo schon ihre Tochter Anna Constantia geboren worden war. Im Laufe der Jahre verschlechterte sich das Verhältnis Friedrich Augusts II. zu Margaretha von Brockdorff zunehmend. Vater August entschied sich im September 1721 seine Kinder zurück nach Sachsen zu holen. Zu diesem Zeitpunkt war die Großmutter immerhin 73 Jahre alt. Ab diesem Zeitpunkt kümmerte sich Benedicta Margaretha von Löwendal auf Schloss Mückenberg (heute Lauchhammer) um die Erziehung der Kinder. Erst nach langer Zeit sahen die Mädchen ihren Bruder wieder. Zu dieser Zeit war Friedrich August von Cosel neun Jahre alt. Bei der Trennung von seinen Schwestern war er nur wenige Monate alt. Er wurde in Pillnitz aufgezogen und hatte einen Haushalt mit Hofmeister.
Am 31. Mai 1723, im elften Lebensjahr Friedrich von Cosels, fand der erste Besuch bei der inhaftierten Mutter auf Stolpen statt. Die Besuchsregelungen waren sehr streng und wurden erst nach dem Tod August des Starken 1733 gelockert. Am 22. Dezember 1724 erhielten alle Kinder August des Starken und der Gräfin Cosel ein Grafendiplom. Friedrich August trug ab diesem Zeitprunkt den Adelstitel Graf von Cosel. Sein Vormund war damals Hofrat Wolfgang Adolf von Leubnitz. Wenige Tage nach dem frühen Tod seiner Schwester Augusta Constantia von Friesen starb Friedrich Augusts langjähriger Erzieher, Hofrat Carl Christoph Tanner, am 15. Februar 1728. Er war am 21. Juli 1718 zum Erzieher des Jungen benannt und verpflichtet worden, schriftlichen Kontakt zur Mutter des Jungen zu halten. Neuer Hofmeister wurde nach Tanners Tod Oberstleutnant von Martin. Dies sollte die militärische Ausbildung des jungen Grafen einläuten. Dazu gehörte eine dreijährige Studienreise nach Lausanne. Am 14. April 1729, sechs Jahre nach dem letzten Besuch, durfte Friedrich in Begleitung des Hofmeisters seine Mutter auf Stolpen aufsuchen. Dies geschah kurz vor Antritt seiner langen Reise, von der er im November 1732 zurückkehrte. In den drei Jahren hatte der junge Graf zahlreiche Erfahrungen gesammelt und mindestens einmal seine Gesundheit in Gefahr gebracht, indem er sich „auf Damen“ eingelassen hatte. Der Kammerdiener des jungen Adligen, Georg Chauffard, musste aus diesem Grund postalisch in Sachsen um finanzielle und ärztliche Unterstützung bitten, die auch prompt kam.
Im Februar 1733 starb August der Starke. Den Thron bestieg Graf Cosels Halbbruder Friedrich August II., der damit als August III., König von Polen wurde. Durch die 1733 unter dem neuen Kurfürsten und König erlassene Besuchsfreiheit für die Mutter, konnte Friedrich August Graf von Cosel ihr am 25. Mai 1734 wieder einen Besuch abstatten. Seine militärische Laufbahn ließ ihm weniger Zeit für Privates, da er an militärischen Aktionen der kaiserlichen Völker am Rhein teilnahm. Der nun 21-Jährige war mittlerweile zum Oberst ernannt worden. Weitere Besuche folgten in diesem Jahr.
1739 erhielt Graf Cosel das Kommando für das Kursächsische Infanterieregiment No. 7, bei dem er am 1. November 1741 mit 29 Jahren zum Generalmajor befördert wurde. Ende November 1741 beteiligte er sich mit dem „Cossell-Regiment“ an der Eroberung Prags. Gräfin Cosel übertrug 1743 ihrem Sohn Erbansprüche im Wert von 70.000 Talern am Gut Sabor (Zabór) wegen der Schulden des Generalmajors Graf Ludwig von Dünnewaldt, Besitzer des Gutes. 1744 konnte Graf von Cosel, jetzt Obrist Generalmajor den Kauf des Schlosses Sabor (Zabór) an der Oder in Niederschlesien tätigen. Damit wurde er Herr von Sabor, Los, Zahn, Troschke, Milzig, Ober- und Niederhammer sowie Ludwigsthal. Nachdem das Schloss 1746 ausbrannte, ließ er es zu seinem attraktiven Wohnsitz ausbauen.
Mit dem Tod seines Onkels mütterlicherseits erhielt Graf von Cosel Verwaltungsaufgaben für Gut Depenau in Vertretung für seine Mutter Gräfin Cosel. Die Gräfin war nach dem Tod ihrer Mutter Anna Margaretha von Brockdorff Erbin von Gut Depenau geworden und plante, dieses ihrem Sohn zu vererben. Zahlreiche Aufgaben privater und militärischer Natur hatten bisher sein Leben ausgestaltet. Am 19. November 1745 zum Generalleutnant ernannt, trug er sich bald mit den Gedanken, seinen militärischen Abschied einzureichen, was er 1746 auch tat. Doch vom Militär löste er sich nicht vollständig.
Ab 1749 zählte die Gründung einer Familie mit der Gräfin von Holtzendorff zu seinen Plänen. Am 1. Juni 1749 heiratete er Gräfin Friederike Christiane Gräfin von Holtzendorff (1723–1793), geschiedene von Schönberg, Herrin auf Oberlichtenau und Niederlichtenau. Das Paar hatte fünf Kinder.
- Erster Sohn (* 1750), früh verstorben
- Constantia Alexandrine (1752–1804) ⚭ Graf Johann Heinrich von Knuth (mehrere Kinder).
- Gustav Ernst (1755–1789). Ein Jahr nach Ernennung zum Kursächsischer General der Infanterie 1754 wurde – lang erwartet – wieder ein Sohn geboren, Gustav Ernst, späterer Erbe von Gut Depenau.
- Charlotte Luise Marianne (* 1757) ⚭ Geheimrat Rudolph Graf von Bünau auf Lauenstein (fünf Töchter)
- Sigismund (1758–1786), Premierleutnant bei der Kursächsischen Garde[7][8]

Sein Einkommen erlaubte Friedrich August den Kauf von Grundstücken in Dresden, die während des Siebenjährigen Krieges verwüstet worden waren. Auf diesen ließ er ab 1763 das Cosel Palais errichten. 1764 trat er die Nachfolge von Vitzthum von Eckstädt als Chef der Garde du Corps an. Mit dieser Stellung und als Ritter vom Weißen Adlerorden war es kaum noch möglich, auf höhere Ehrungen zu hoffen.
Mit dem Tod seiner Mutter am 31. März 1765 zählte endlich auch das Gut Depenau zu seinem Eigentum. Einen Teil seines Vermögens investierte er 1767 in den Erwerb eines Talstücks im Plauenschen Grund. Das „Am hohen Stein“ genannte Grundstück sollte für die Eröffnung eines Kupferbergbaus genutzt werden, was sich allerdings als Fehlinvestition erwies.
Wegen eines Streits duellierte sich Friedrich August Graf von Cosel mit seinem Nachbarn von Goltze und wurde dabei von dessen Schwert an der Leber verletzt. Die Folgen dieses Kampfes fesselten ihn ans Bett. Im Oktober 1770 starb er auf Schloss Zabór und wurde in der Kirchenkapelle im Dorf Łaz beigesetzt.